# Aiguille de la Belle Étoile
L'Aiguille de la Belle Étoile (4.354 m s.l.m.) è una montagna del Massiccio del Monte Bianco.
È inserita nella lista secondaria delle Vette alpine superiori a 4000 metri.

## Caratteristiche
La vetta si eleva lungo la cresta che da Col Moore sale verso la sommità del Monte Bianco, sopra la massa del Ghiacciaio della Brenva.

## Bivacchi
- Bivacco Corrado Alberico - Luigi Borgna - 3674 m
- Bivacco della Brenva - 3219 m